# Bissoe
Bissoe – osada w Anglii, w Kornwalii. Leży 33 km na północny wschód od miasta Penzance i 379 km na zachód od Londynu.